# لوکسوسلرم

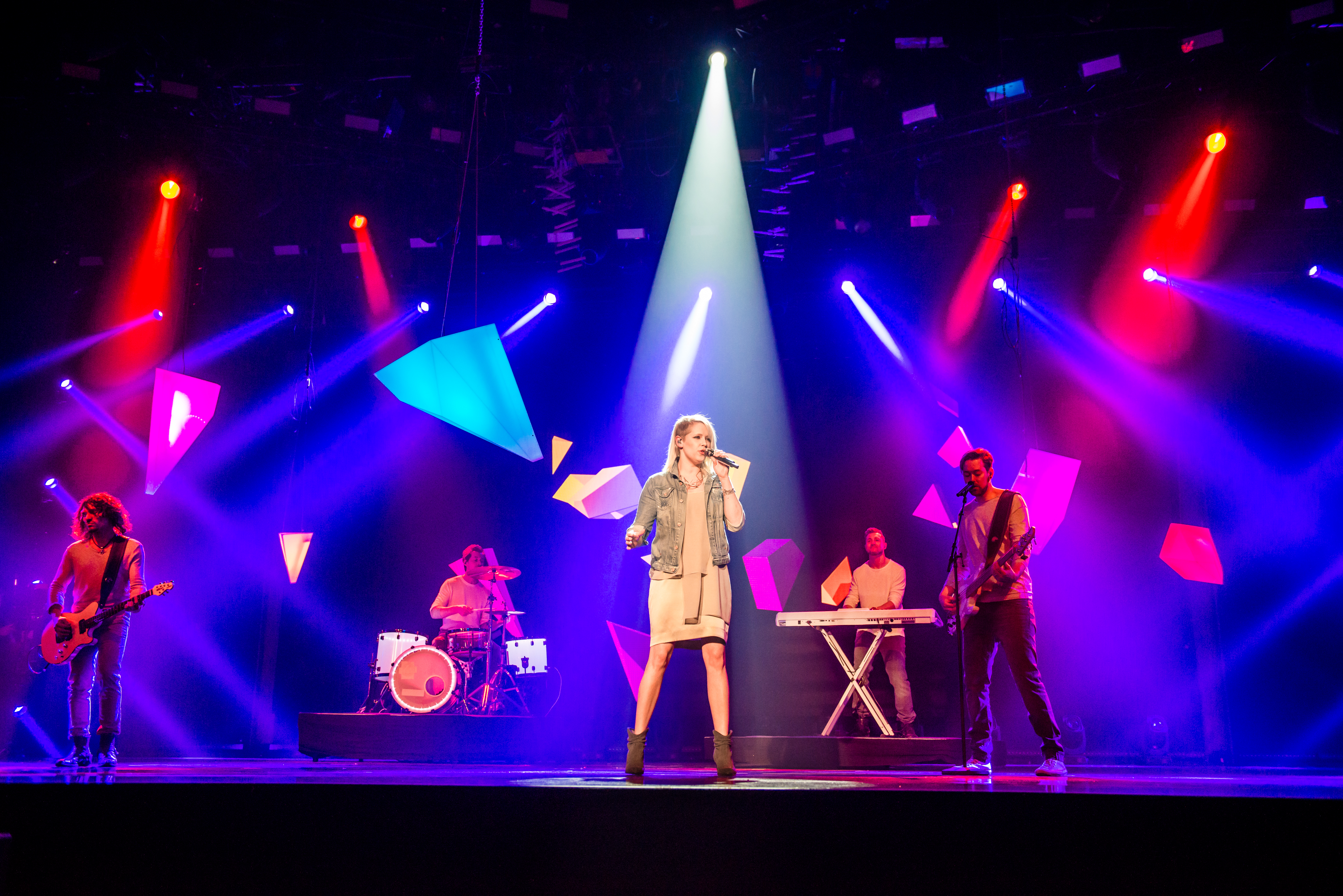
گروه موسیقی لوکسوسلرم 2016

لوکسوسلرم (آلمانی: Luxuslärm) یک گروه موسیقی پاپ-راک آلمانی است که در ۲۰۰۳ در ایزلون پایه‌گذاری شد. آهنگ  Solange Liebe in mir wohnt از این گروه یکی از ده نامزد آلمان برای شرکت در مسابقه آواز یوروویژن ۲۰۱۶ بود که البته برای این مسابقه برگزیده نشد.